# Heiner Wilmer
Heiner Wilmer (Schapen, 9 aprile 1961) è un vescovo cattolico tedesco, dal 6 aprile 2018 vescovo di Hildesheim.

## Biografia
È nato a Schapen, nella diocesi di Osnabrück, il 9 aprile 1961 ed è cresciuto nella fattoria di famiglia.

### Formazione e ministero sacerdotale
Dal 1967 al 1971 ha frequentato la scuola elementare di Schapen. Dal 1971 al 1980 ha studiato al Leoninum di Handrup, una scuola secondaria dehoniana dove si è diplomato. Nell'agosto dello stesso anno è entrato nel noviziato dei Sacerdoti del Sacro Cuore di Gesù a Friburgo in Brisgovia. Dal 1981 al 1986 ha studiato teologia all'Università di Friburgo in Brisgovia e filologia romanza a Parigi. Il 29 settembre 1982 ha emesso i primi voti e nel 1985 ha pronunciato la professione solenne.
Il 31 maggio 1987 è stato ordinato presbitero dall'arcivescovo di Friburgo in Brisgovia Oskar Saier.
Dopo l'ordinazione, dal 1987 al 1989, ha studiato filosofia presso la Pontificia Università Gregoriana a Roma. Nel 1991 ha conseguito il dottorato in teologia all'Università di Friburgo in Brisgovia con una tesi sul concetto di misticismo nella filosofia di Maurice Blondel. Il suo lavoro ha ricevuto il premio Bernhard Welte.
Dal 1991 al 1993 ha studiato storia all'Università di Friburgo in Brisgovia per diventare insegnante. Poco prima del suo primo esame di stato, Wilmer ha conosciuto il sacerdote olandese Henri Nouwensapere. Su sua richiesta, lo ha rappresentato per quattro mesi come cappellano presso L'Arche Daybreak a Toronto, una struttura per persone con disabilità. Dopo il suo secondo esame di stato, ha lavorato per due anni come cappellano scolastico e insegnante di religione, politica e storia presso la Liebfrauenschule di Vechta. Nel 1997 ha trascorso un anno negli Stati Uniti d'America alla Fordham Preparatory School, un liceo gesuita nel Bronx a New York dove ha insegnato tedesco e storia. Al suo ritorno, è divenuto preside del collegio del suo ordine a Handrup.
Nel 2007 è diventato superiore provinciale della provincia tedesca del suo ordine. Nel 2013 ha pubblicato "Gott ist nicht nett", un libro in cui riflette sulla sua fede e sulla sua decisione di diventare sacerdote. Il 25 maggio 2015 il capitolo generale della sua comunità religiosa a Roma lo ha eletto superiore generale, al primo scrutinio, per un mandato di sei anni; è succeduto al portoghese José Ornelas Carvalho, che aveva ricoperto questa carica per dodici anni. Dopo Alphons Maria Lellig (1954-1958), Wilmer è il secondo tedesco a guidare la congregazione.
È coinvolto in numerosi progetti sociali in Terra santa. Nel 2010 è stato nominato cavaliere dell'Ordine equestre del Santo Sepolcro di Gerusalemme dal cardinale gran maestro John Patrick Foley e il 10 ottobre dello stesso anno il cardinale Reinhard Marx, gran priore della Luogotenenza tedesca, lo ha investito con una cerimonia tenutasi a Dresda.

### Ministero episcopale
Il 6 aprile 2018 papa Francesco lo ha nominato vescovo di Hildesheim; è succeduto a Norbert Trelle, precedentemente dimessosi per raggiunti limiti di età. Il 1º settembre successivo ha ricevuto l'ordinazione episcopale, nella cattedrale di Hildesheim, dall'arcivescovo metropolita di Amburgo Stefan Heße, co-consacranti il suo predecessore Norbert Trelle e il vescovo ausiliare di Osnabrück Johannes Wübbe. Durante la stessa celebrazione ha preso possesso della diocesi.
In seno alla Conferenza episcopale tedesca è membro della VIII commissione per la scienza e la cultura, mentre il 12 ottobre 2019 è stato eletto presidente della Commissione tedesca "Justitia et pax". È membro dell'Associazione tedesca di Terra Santa.

## Posizioni teologiche, morali, sociali e su temi politici

### Democrazia nella Chiesa
In un'intervista al Kölner Stadt-Anzeiger del 14 dicembre 2018, Heiner Wilmer ha affermato che l'abuso di potere è "nel DNA della Chiesa". Secondo lui questo richiede un ripensamento radicale. Non ci sono solo individui come peccatori, ma anche "strutture del male" nella Chiesa come comunità. Per frenare il male nella Chiesa, ci deve essere separazione dei poteri anche in essa. Ha criticato l'autocrazia e le aspirazioni tra i vescovi. Wilmer si riferiva esplicitamente al teologo Eugen Drewermann, incorso in sanzioni ecclesiastiche per alcune sue posizioni, e alle sue opere "Strukturen des Bösen" e "Kleriker. Psychogramm eines Ideals", un'opera che ha contribuito a rendere pubblico lo scandalo degli abusi.

### Celibato ecclesiastico
Nel giugno del 2019 parlando al Süddeutsche Zeitung del celibato ecclesiastico ha detto che lui stesso era "appassionatamente felice di essere un religioso celibe", ma che il celibato può essere reso ancora più brillante se non è semplicemente obbligatorio per tutti i chierici.

## Genealogia episcopale
La genealogia episcopale è:
- Cardinale Scipione Rebiba
- Cardinale Giulio Antonio Santori
- Cardinale Girolamo Bernerio, O.P.
- Arcivescovo Galeazzo Sanvitale
- Cardinale Ludovico Ludovisi
- Cardinale Luigi Caetani
- Cardinale Ulderico Carpegna
- Cardinale Paluzzo Paluzzi Altieri degli Albertoni
- Papa Benedetto XIII
- Papa Benedetto XIV
- Papa Clemente XIII
- Cardinale Marcantonio Colonna
- Cardinale Giacinto Sigismondo Gerdil, B.
- Cardinale Giulio Maria della Somaglia
- Cardinale Carlo Odescalchi, S.I.
- Vescovo Eugène de Mazenod, O.M.I.
- Cardinale Joseph Hippolyte Guibert, O.M.I.
- Cardinale François-Marie-Benjamin Richard de la Vergne
- Cardinale Pietro Gasparri
- Arcivescovo Cesare Orsenigo
- Cardinale Lorenz Jäger
- Cardinale Johannes Joachim Degenhardt
- Vescovo Franz-Josef Hermann Bode
- Arcivescovo Stefan Heße
- Vescovo Heiner Wilmer, S.C.I.

## Araldica
| Stemma | Descrizione |
| ------ | --- |
|        | Lo stemma è cappato: vi sono due campi oro superiori e uno rosso inferiore, i colori della diocesi di Hildesheim. Sul campo oro di destra vi è l'immagine di un reliquiario della diocesi mentre sul campo di sinistra vi la croce dei dehoniani, che il vescovo Wilmer indossa anche come croce pettorale, di colore blu. Nel campo rosso inferiore si possono vedere tre pecore bianche, che ricordano il luogo di origine del vescovo, Schapen, che nel dialetto locale significa "pecora", ma anche le parabole pastorali di Gesù. Lo stemma, sotto il tradizionale galero, è coronato da una rappresentazione stilizzata della croce di Bernward che ricorda San Bernoardo di Hildesheim. |

## Opere
- (DE) Heiner Wilmer, Mystik zwischen Tun und Denken. Ein neuer Zugang zur Philosophie Maurice Blondels, Friburgo in Brisgovia, Herder, 1992, ISBN 3-451-22864-5.
- (DE) Heiner Wilmer, Wer leben will, muss aufbrechen. Spirituell lernen von Brasilien, Monaco di Baviera, Don Bosco, 2010, ISBN 978-3-7698-1807-9.
- (DE) Heiner Wilmer, Johannes Duns Scotus „Tractatus de primo principio“. Wissenschaftstheoretische Überlegungen, Bonn, Wilmer, 2013, ISBN 978-3-00-040881-6.
- (DE) Heiner Wilmer, Gott ist nicht nett. Ein Priester auf der Suche nach dem Sinn, Friburgo in Brisgovia, Herder, 2013, ISBN 978-3-451-32581-6.
- (DE) Heiner Wilmer, Simon Biallowons, Hunger nach Freiheit. Mose – Wüstenlektionen zum Aufbrechen, Friburgo in Brisgovia, Herder, 2018, ISBN 978-3-451-37945-1.
- (DE) Heiner Wilmer, Simon Biallowons, Trägt. Die Kunst, Hoffnung und Liebe zu glauben, Friburgo in Brisgovia, Herder, 2020, ISBN 978-3-451-39338-9.